# Patinage de marathon

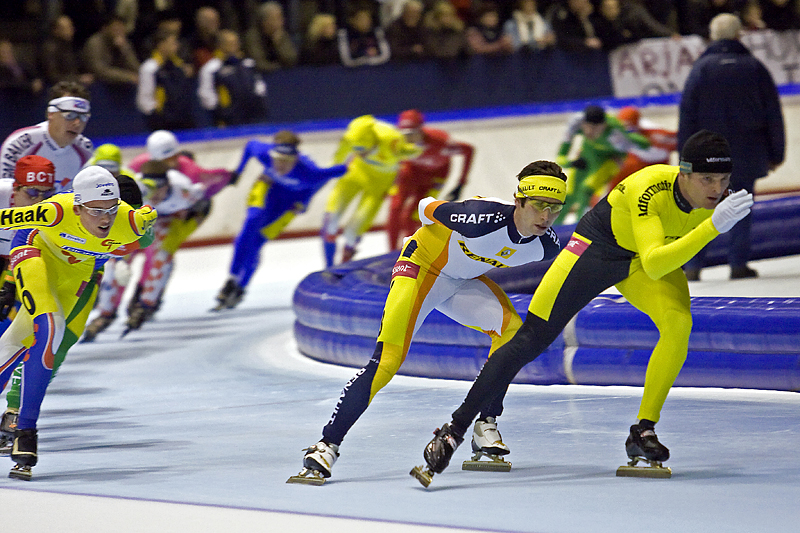
Patineurs de marathon

Le patinage de marathon est une discipline d'endurance en patinage de vitesse.

## Concept
Dans cette discipline, les patineurs partent tous en même temps sur un anneau de vitesse ou une piste naturelle pour une longue distance.
Les distances varient beaucoup d'une compétition à une autre. En général, les compétitions senior se font sur des distances de 40 à 60 kilomètres, soit 100 à 150 tours d'anneau de vitesse : pour les senior, les distances vont de 6,4 à 200 kilomètres, pour certaines courses sur glace naturelle.

## Historique
Au dix-septième siècle, la discipline naît sur les grandes routes de patinage de vitesse, en particulier avec la création de l'Elfstedentocht, en français « Tour des onze villes », qui ne prendra cependant d'existence officielle qu'en 1909.
Le patinage de marathon gagne en ampleur dans les années 1970. L'Elfstedentocht gagne en ampleur et des alternatives naissent pour les années trop chaudes, lors desquelles il est impossible de participer à la course. En 1973, la Koninklijke Nederlandsche Schaatsenrijders Bond ouvre une branche officielle pour le patinage de marathon.

## Courses célèbres
- Elfstedentocht aux Pays-Bas, en moyenne tous les 6 ou 7 ans
- International Big Rideau Lake Speed Skating Marathon en Ontario au Canada, tous les ans

## Patineurs de marathon reconnus
Sauf mention contraire, les patineurs de cette liste représentent les Pays-Bas.
- Henk Angenent
- Crispijn Ariëns
- Albert Bakker
- Evert van Benthem
- Daniëlle Bekkering
- Jeen van den Berg
- Jouke Hoogeveen
- Ingmar Berga
- Jorrit Bergsma
- KC Boutiette
- Pascal Briand
- Hilbert van der Duim
- Janneke Ensing
- Fabio Francolini
- Co Giling
- Petra Grimbergen
- Christijn Groeneveld
- Jan Maarten Heideman
- Gary Hekman
- Casper Helling
- Lars Hoogenboom
- Evert Hoolwerf
- Emiel Hopman
- Mariska Huisman
- Sjoerd Huisman
- Erik Hulzebosch
- Jenita Hulzebosch-Smit
- Richard van Kempen
- Atje Keulen-Deelstra
- Piet Kleine
- Jan Kooiman
- Yep Kramer
- Jan Eise Kromkamp
- Jan Roelof Kruithof
- Jolanda Langeland
- Francesca Lollobrigida
- Tristan Loy
- Fausto Marreiros
- Cédric Michaud
- Jos Niesten
- Reinier Paping
- Hans Pieterse
- Rien de Roon
- Henri Ruitenberg
- René Ruitenberg
- Irene Schouten
- Simon Schouten
- Arjan Smit
- Gretha Smit
- Yvonne Spigt
- Mats Stoltenborg
- Arjan Stroetinga
- Bart Swings
- Jan Uitham
- Bert Jan van der Veen
- Bart Veldkamp
- Bob de Vries
- Elma de Vries
- Dries van Wijhe
- Christine Witty